# Athene Donald
Athene Margaret Donald (nacida Athene Margaret Griffith; Londres, Reino Unido, 15 de mayo de 1953) es una física británica. Es profesora de física experimental en la Universidad de Cambridge y maestra del Churchill College de Cambridge.

## Primeros años y educación
Athene Donald nació como Athene Margaret Griffith en Londres, hija de Walter Griffith y Annette Marian Taylor. Estudió en el Camden School for Girls y en el Girton College de Cambridge. Se graduó como bachiller en ciencias naturales con especialidad en física teórica, seguido por un doctorado en 1977 con investigación en microscopía electrónica en sistemas con ruptura de borde de grano.

## Investigación y carrera
Realizó su posdoctorado en la Universidad Cornell, donde pasó de trabajar con metales a los polímeros, antes de regresar a Cambridge (Departamento de Ciencia de Materiales) en 1981 y al Laboratorio Cavendish en 1983. Se convirtió en profesora de física experimental en 1998. Su principal campo de estudio es la física de la materia blanda, particularmente sus aplicaciones a organismos vivos y la relación entre su estructura y otras propiedades.
Su investigación ha aplicado la microscopía, en particular la microscopía electrónica de barrido ambiental, al estudio de sistemas tanto sintéticos como biológicos, especialmente a los agregados de proteínas.
Se puede encontrar una descripción de su investigación en la reseña al recibir la Medalla Faraday del Institute of Physics en 2010:

La investigación profundamente innovadora y productiva de la profesora Donald es en física de la materia condensada blanda, incorporando física de polímeros y coloides, y más recientemente biofísica. Sus primeros trabajos en Cornell en agrietamiento de vidrios poliméricos sigue siendo muy influyente y fue seguido por perspicaces estudios en deformación por cizallamiento en polímeros de cristal líquido (LCPs).

Aquí fue capaz de demostrar la ubicuidad de la así llamada textura de bandas tras el cizallamiento de los LCPs y de estudiar el empaquetado subyacente de las moléculas por microscopía electrónica mostrando cómo siguen una trayectoria serpenteante en diferentes situaciones termotrópicas. También llevó a cabo importante investigación en sistemas liotrópicos, incluyendo un polipéptido sintético, estudiando su gelación y su diagrama de fases.
La carrera de Donald en biofísica siguió de forma natural a este trabajo en polímeros llevándola a la física de los alimentos y de ahí al almidón. La estructura de gránulo del almidón y sus cambios en diferentes procesos fueron brillantemente analizados usando una novedosa técnica de dispersión de rayos X. Los cambios estructurales durante el cocinado, con la molécula de amilopectina tratada imaginativamente como un polímero líquido cristalino de cadena lateral llevó al entendimiento de los diferentes tratamientos en el procesado. La desnaturalización de las proteínas formando fibrillas de amiloides es importante en la etiología de muchas enfermedades, particularmente en la edad anciana. El trabajo reciente de Donald ha demostrado que este importante problema puede afrontarse con las aproximaciones de la ciencia de polímeros y además sugiere una intrigante conexión entre las estructuras observadas en ambos campos.

Los impresionantes logros de Donald en biofísica están fuertemente basados en el imaginativo uso de la microscopía electrónica de barrido ambiental (ESEM), la difracción de neutrones y rayos X, la microscopía óptica y la espectroscopía de infrarrojos. Con ESEM en particular su éxito está apoyado por sus muchas investigaciones pioneras anteriores de su física básica. Para mantener este intercambio vital entre física de la materia blanda y biología, Donald fundó el Grupo de Biología y Sistemas Blandos en el Cavendish.

### Trabajo administrativo
Donald fue miembro del Robinson College de Cambridge de 1981 a 2014, cuando se convirtió en maestra del Churchill College. También fue miembro del Comité Científico de la ESPCI ParisTech durante el mismo periodo.
Entre 2009 y 2014, fue miembro del Consejo de la Universidad de Cambridge. Es miembro del consejo consultivo de la Campaign for Science and Engineering, y fue nombrada fideicomisaria del Science Museum Group en 2011. Es miembro del Consejo Europeo de Investigación desde 2013.
Donald fue la primera directora del grupo de biofísica del Institute of Physics de 2006 a 2010 y coordinó la redacción de los apuntes para las clases de biofísica. Entre 2006-2010 y 2012-2015 fue miembro del consejo de la Royal Society y entre 2010 y 2014 presidió su comité de educación. En 2015-16 fue presidenta de la Asociación Británica para el Avance de la Ciencia.

### Trabajo en diversidad
Donald ha sido un adalid de la mujer en la ciencia. Entre 2006 y 2014 fue directora de WiSETI, la Iniciativa de la Mujer en Ciencia, Ingeniería y Tecnología de la Universidad de Cambridge y fue la Defensora de la Igualdad de Género entre 2010 y 2014.[23] Fuera de la universidad, presidió el Athena Forum de 2009 a 2013, una organización que busca dar una visión estratégica de desarrollos que pretenden o han probado avanzar en la progresión y la representación de la mujer en ciencia, tecnología, matemáticas y medicina en la educación superior del Reino Unido. Es miembro del BIS Diversity Group, de la Junta de Igualdad y Diversidad de la Universidad de Sheffield y del Grupo de Trabajo de Equilibrio de Género del ERC; es patrona de Daphne Jackson Trust. Escribe regularmente sobre el tema de la mujer en la ciencia tanto en grandes medios como en su blog personal. También da muchas charlas sobre el tema.
Fue galardonada con el Premio a los Logros de una Vida de la UKRC en 2011, con un Suffrage Science Award por el Medical Research Council en 2013 y tiene colgado un retrato suyo por Tess Barnes en el Laboratorio Cavendish.

### Premios y distinciones
En 1999 fue elegida miembro de la Royal Society. Su nominación dice:

Athene Donald es distinguida por su trabajo sobre las propiedades mecánicas de la estructura de polímeros. Mostró que el agrietamiento de polímeros no debe entenderse sin la referencia de la red de entrelazamiento, y mostró que están involucrados dos procesos, la escisión de cadena y el desentrelazamiento de cadena, dependiendo de forma diferente de la temperatura y el peso molecular. Este trabajo refuerza la comprensión de la fragilidad y la ductilidad de los polímeros sólidos. Fue pionera en estudios de polímeros de cristal líquido termotrópicos a través de la microscopía electrónica de transmisión, revelando la ubicuidad de las texturas de bandas tras un flujo de tensiones en estos materiales. Más recientemente, desarrolló métodos de rayos X para caracterizar el almidón, abriendo así el campo a novedosos métodos físicos que mejoran los de los botánicos y bromatólogos.

Donald también ha recibido los siguientes premios:
- 1983: Miembro de Investigación Universitaria de la Royal Society (URF).[31]
- 1989: Boys Prize del Institute of Physics.[32]
- 2005: Medalla Mott del Institute of Physics.[33]
- 2006: Bakerian Lecture de la Royal Society.[34]
- 2009: Premio L'Oréal-UNESCO a Mujeres en Ciencia.[35]
- 2009: Miembro electo de la Academia Europaea.[36]
- 2010: Nombrada Dama comendadora de la Orden del Imperio Británico (DBE) en las celebraciones del cumpleaños de la reina.[37]
- 2010: Medalla Faraday del Institute of Physics.[38]
- 2011: Premio a los Logros de una Vida de la UKRC en 2011.[39]
- 2012: Doctora honoris causa de la Universidad de Anglia del Este.[40]
- 2012: Doctora honoris causa de la Universidad de Exeter.[41]
- 2013: Doctora honoris causa de la Universidad de Sheffield.[42]
- 2013: Miembro electo de la Academia Europea de Ciencias.[43]
- 2014: Doctora honoris causa de la Universidad de Swansea.[44]
- 2014: Doctora honoris causa del University College de Londres.[45]
- 2014: Rideal Prize Lecturer de la SCI.[46]
- 2015: Doctora honoris causa de la Universidad Heriot Watt.[47]
- 2015: Doctora honoris causa de la Universidad de Mánchester.[48]
- 2015: Doctora honoris causa de la Universidad de Liverpool.[49]
- 2016: Bradford Global Achievement Award.[50]

## Vida personal
Donald se casó con el matemático Matthew J. Donald in 1976; la pareja tiene dos hijos, un hijo y una hija.